# (1609) Brenda
(1609) Brenda es un asteroide que forma parte del cinturón de asteroides y fue descubierto por Ernest Leonard Johnson el 10 de julio de 1951 desde el observatorio Union de Johannesburgo, República Sudaficana.

## Designación y nombre
Brenda fue designado al principio como 1951 NL.
Posteriormente se nombró en honor de una nieta del descubridor.

## Características orbitales
Brenda orbita a una distancia media del Sol de 2,583 ua, pudiendo acercarse hasta 1,939 ua. Su excentricidad es 0,2494 y la inclinación orbital 18,66°. Emplea en completar una órbita alrededor del Sol 1516 días.